# Jaskinia Borsuka (Dubie)
Jaskinia Borsuka, także Jaskinia Borsuka w Dubiu – jaskinia w miejscowości Dubie w powiecie krakowskim, w gminie Krzeszowice. 

## Położenie
Jaskinia znajduje się w orograficznie lewych zboczach Doliny Szklarki, w niewielkiej odległości na południe od drogi biegnącej od hodowlanych stawów rybnych w tej dolinie do Radwanowic. W odległości około 100 m od skrzyżowania tych dróg, po przekroczeniu potoku Szklarka, po lewej stronie drogi znajduje się dom, a w lesie po prawej stronie, w odległości około 80 m niewielka wapienna skałka. Niepozorne dwa główne otwory jaskini znajdują się u jej północnych podnóży w niewielkiej wnęce w ziemi. Bywają częściowo przysypane liśćmi nawianymi przez wiatr. Pod względem geograficznym jest to obszar Wyżyny Olkuskiej będącej częścią Wyżyny Krakowsko-Częstochowskiej.

## Opis jaskini
Przy otworach północnych (1, 2) znajduje się niewielka, prawie równa platforma. Otwór prawy (1) ma trójkątny kształt, wysokość 60 cm i szerokość około 1 m, otwór lewy (2) szerokość około 2 m, ale jest bardzo niski. W odległości około 20 m jest jeszcze jeden otwór (3), częściowo przysłonięty luźnym blokiem skalnym. Zwiedzanie jaskini jest trudne ze względu na ciasne korytarze i zaciski.
Od otworu głównego prawego (1) prowadzi niski korytarzyk. Zaraz po jego lewej stronie odgałęzia się boczny korytarz do otworu 2. Główny ciąg prowadzi do niewielkiej salki, za nią skręca najpierw w lewo, potem w prawo i prowadzi do największej komory zwanej Salonem. Od Salonu biegnie ciasna szczelina, potem przechodząca w rurę uchodzącą w otworze 3. Od zachodniego końca salonu na lewo opada niski korytarz, który poprzez syfon doprowadza do niedużej Salki na Rozdrożu. Od salki tej na prawo prowadzi korytarz z bocznymi  ciasnymi i dla człowieka niemożliwymi do przejścia szczelinami. Jego główny ciąg po kilkunastu metrach doprowadza do salki zwanej Sypialnią. Od niej na lewo odchodzi Kanał Syzyfa. Jest to początkowo kręta rura, potem szczelina o długości kilkunastu metrów, kończąca się niedostępnym zaciskiem. Za zaciskiem tym biegnie dalsza cześć szczeliny.
Jaskinia powstała w wapieniach pochodzących z okresu jury. Jej strop i ściany są spękane, są na nich nacieki i mleko wapienne. W wielu miejscach ze stropów korytarzy zwieszają się korzenie drzew, zwłaszcza w Salonie. Namulisko gruzowato-gliniaste, zawierające otoczaki, krzemienie, a w Salonie także humus. Powstał on z roślin przywleczonych tutaj przez zwierzęta zamieszkujące jaskinię. Warstwa tego zmieszanego z gliną humusu ma grubość ponad 1 m. Prowadzone w jaskini wykopy wskazują, że była ona dawniej dużo przestronniejsza, została jednak wypełniona grubą warstwą osadów. Tylko w jednym miejscu (przed salonem) dotarto do spągu.
Przy otworach wejściowych jaskini rozwijają się mchy, porosty i nielicznie paprocie i rośliny kwiatowe, a wewnątrz jaskini na grubej warstwie humusu grzyby. Ze zwierząt obserwowano występowanie pająków (sieciarz jaskiniowy, kosarze), motyli (paśnik jaskiniowiec, szczerbówka ksieni) oraz innych przedstawicieli fauny: pchły, muchówki, skoczogonki, chruściki, ślimaki, pierścienice, nietoperze podkowce małe oraz gryzonie (prawdopodobnie nornice). Jaskinię zasiedlały lisy i borsuki – świadczą o tym przynoszone przez nich do jaskini rośliny i resztki jedzenia, oraz częściowe zagrzebywanie wcześniej przez ludzi odsłoniętych fragmentów korytarzy i udrażnianie niedostępnych dla ludzi szczelin.

## Historia poznania i eksploracji
Miejscowej ludności jaskinia znana była od dawna. Wiedzieli oni też o tym, że otwór pierwszy łączy się z trzecim i wykorzystywali to do płoszenia i zabijania zamieszkujących ją lisów, które powodowały szkody w okolicznych kurnikach. Zwiedzano jaskinię aż do Salonu – świadczą o tym znajdywane  w niej przez grotołazów śmieci. 26.06.2005 r. podczas inwentaryzacji dokonywanej przez J. Nowaka dokonano pierwszych pomiarów jaskini. W 2000 r. grotołazi krakowscy odkryli wcześniej nieznane odcinki jaskini: Syfonik, Sypialnię, Kanał Syzyfa, Wentyl oraz połączenie z trzecim otworem. Pierwszy plan i opis jaskini sporządził J. Nowak w 2007 r.
W 2008 roku rozpoczęto w jaskini badania archeologiczne. Prowadził je ISEZ PAN we współpracy z dr Michałem Wojenką z Instytutu Archeologii UJ (w pierwszym sezonie badań) przy wsparciu finansowym Wojewódzkiego Konserwatora Zabytków w Krakowie. W jaskini znaleziono dowody świadczące o zamieszkiwaniu jej przez ludzi w paleolicie i mezolicie. Jaskinia stała się słynna, gdy w 2010 r. odkryto w niej zęby mleczne 1,5 rocznego dziecka wraz z licznymi ozdobami. Był wśród nich m.in. naszyjnik ze 112 zawieszkami wykonanymi z zębów tura Bos primigenus, żubra pierwotnego Bison priscus lub łosia Alces alces. Ustalono, że dziecko zmarło 27,5 tysiąca lat temu (przyczyny śmierci  nie są znane). Zostawione przy ciele dziecka ozdoby pozwalają przypuszczać, że był to pochówek – w takim razie jest to najstarszy znany na ziemiach polskich pochówek. Przypuszcza się, że dziecko należało to wędrownego plemienia łowców, a pozostawiony przy jego zwłokach najszyjnik był darem któregoś z dorosłych członków plemienia. 
W jaskini oprócz zębów dziecka znaleziono także fragmenty kości zwierząt żyjących na ziemiach polskich w paleolicie i mezolicie, m.in. nosorożca włochatego Coelodonta antiquitatis, lisa polarnego Vulpes lagopus, tarpana dzikiego Equus ferus. Znaleziono także pierwsze pochodzące z plejstocenu na ziemiach polskich szczątki łosia Alces alces, rysia Lynx lynx, borsuka Meles meles i bobra Castor fiber.
Pozostałością po badaniach archeologicznych jest usypana przed wejściem do otworu 1 i 2 platforma. Są to osady wydobyte i odsiane z namuliska przed jaskinią i w jaskini.

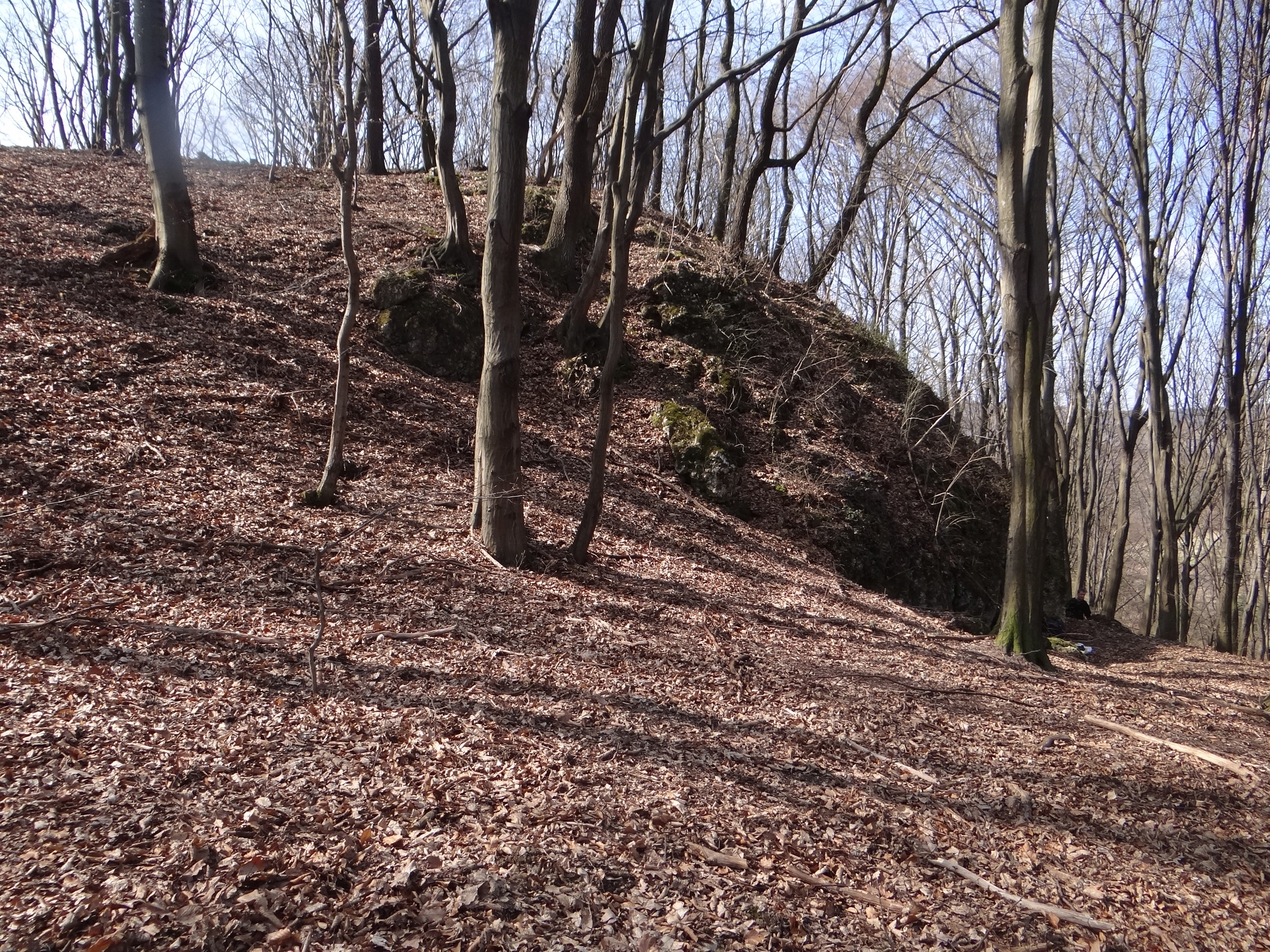
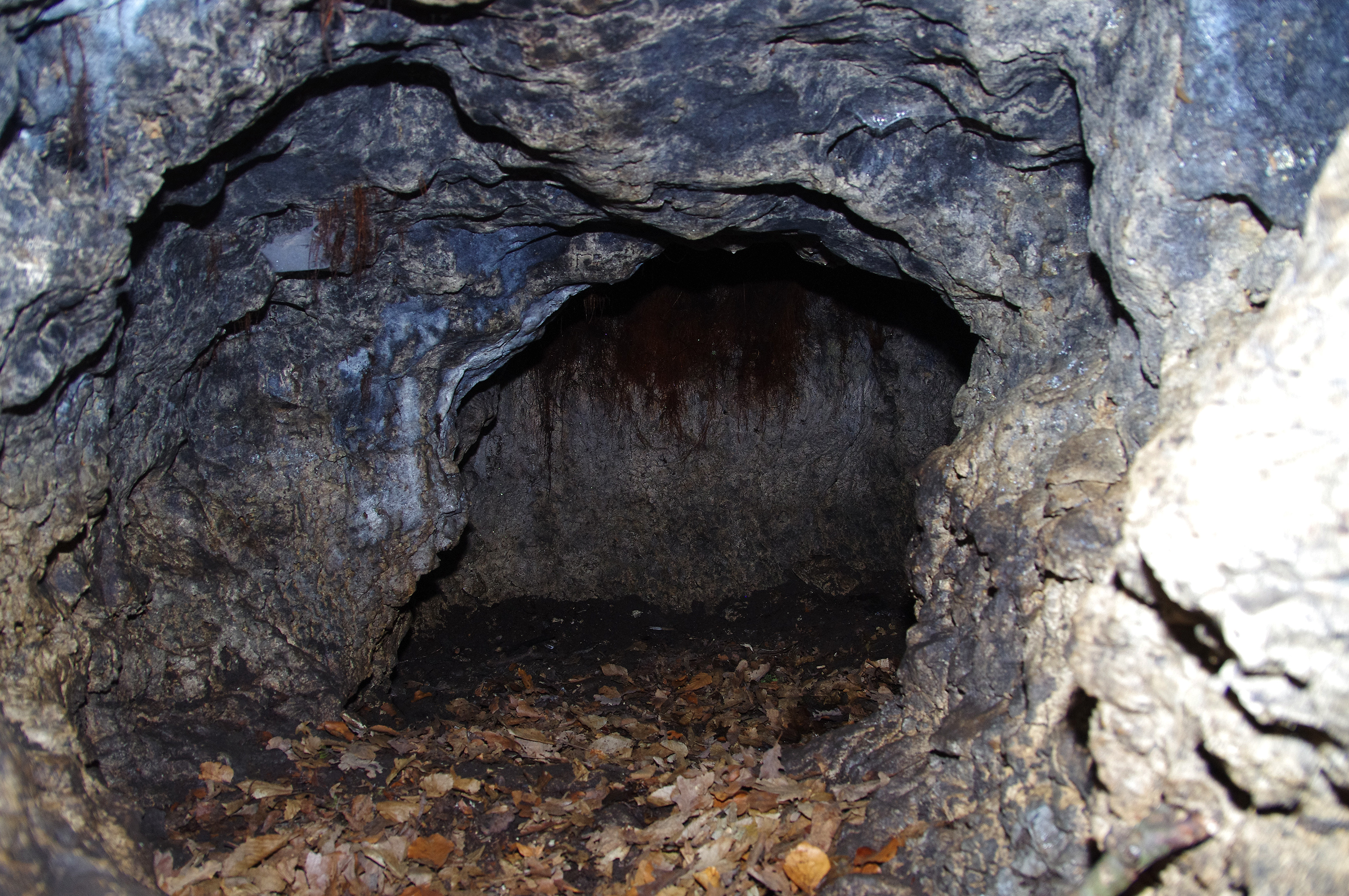
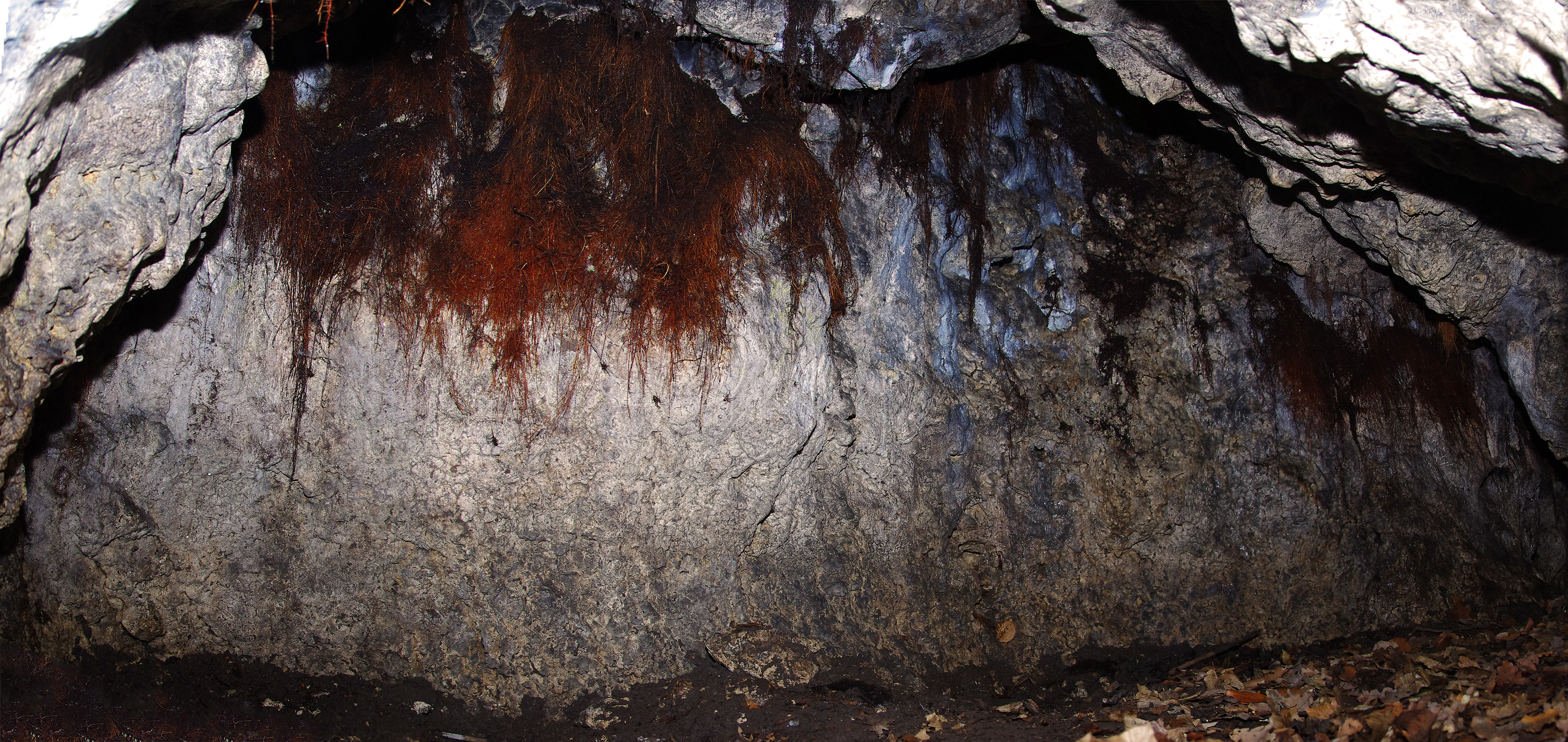